# NGC 3307
NGC 3307 é uma galáxia espiral barrada (SB0-a) localizada na direcção da constelação de Hydra. Possui uma declinação de -27° 31' 44" e uma ascensão recta de 10 horas, 36 minutos e 17,2 segundos.
A galáxia NGC 3307 foi descoberta em 22 de Março de 1836 por John Herschel.